# Zinajida Aksentjeva
Zinajida Mykolajivna Aksentjeva (ukrainska: Зінаїда Миколаївна Аксентьєва, ryska: Зинаида Николаевна Аксентьева: Zinaida Nikolajevna Aksentjeva) född 25 juni 1900 i Odessa, död 8 april 1969 i Poltava, var en sovjet-ukrainsk astronom.
Aksentjeva forskade om gravitationen och blev tillsammans med kollegorna vid Poltavaobservatoriet bland de första med att fastställa jordens centrum. Hon blev chef för Poltavaobservatoriet 1951. 
Aksentjeva var den första som organiserade en studie av lutningsfluktuationer på stora djup i gruvorna i Kryvorizhye, Donbass och Karpaterna och den första i Sovjetunionen att observera tidvattenförändringar i gravitationen med hjälp av en gravimeter. Tillsammans med likasinnade förberedde hon ett allmänt program med stjärnor för latitudinella observationer i Poltava och Irkutsk, information som skickades till den centrala internationella tidsbyrån.

## Utmärkelser
Nedslagskratern Aksentyeva på planeten Venus är uppkallad efter henne.